# Calvin Bricker
Calvin David "Cal" Bricker (Listowel, Ontario, 3 de novembre de 1884 – Grenfell, Saskatchewan, 24 d'abril de 1963) va ser un atleta canadenc que va competir a començaments del segle xx.
El 1907 es graduà com a odontòleg per la Universitat de Toronto. Als trials de classificació pels Jocs de 1908 establí un rècord nacional en salt de llargada de 7m 22 cm que va perdurar durant 27 anys.
El 1908 va prendre part en els Jocs Olímpics de Londres, on va guanyar la medalla de bronze en la prova del salt de llargada, rere els estatunidencs Frank Irons i Daniel Kelly. També disputà la prova del triple salt, on fou quart.
Quatre anys més tard, als Jocs d'Estocolm, disputà les mateixes proves. Guanyà la medalla de plata en el salt de llargada, mentre acabava en 18a posició en el triple salt.